# Euxoa kurilintracta
Euxoa kurilintracta là một loài bướm đêm trong họ Noctuidae.